# Ervin Fritz
Ervin Fritz, slovenski pesnik, dramatik, dramaturg in prevajalec, * 27. junij 1940, Prebold.

## Življenje
Rodil se je v proletarskem kraju s tekstilno industrijo – današnjem Preboldu, takrat Šempavelu, kjer je bila zaposlena njegova mati, samohranilka. Oče je bil ubit med drugo svetovno vojno, kmalu po njegovem rojstvu. Študiral in absolviral je dramaturgijo na  Akademiji za gledališče, radio, film in televizijo v Ljubljani. Kot dramaturg je služboval na RTV Slovenije med letoma 1968 in 1969, od leta 1969 do 1976 pa je služboval v dramski redakciji iste televizije. Od leta 1976 do 1979 pa je prav tako pri Televiziji Ljubljana deloval kot prevajalec podnapisov. Med letoma 1979-1980 pa je bil umetniški vodja v Mestnem gledališču ljubljanskem (MGL). Leta 1980 se je vrnil kot dramaturg in urednik otroških radijskih iger na Radiu Slovenija, kjer je služboval do leta 2003, ko se je upokojil. Živi in ustvarja v Ljubljani. Njegovo delo zajema pesmi, dramska besedila, radijske in lutkovne igre, ter prevode.

### Vloga in položaj v družbi
Pesnikov položaj je bil konflikten do družbe oblastnikov, do kulturnega okolja, ki mu je pripadal. V razmerju do družbe in sveta se je pozicioniral izrazito ideološko, tudi v času, ko je zveza med posameznikom in družbo, prostovoljna ali prisilna, že popuščala.
Takratno (komunistično) oblast je pri njegovem ustvarjanju motila hkratnost iluzije (zaupanje v družbeni red) in disiluzije (opažanje, da je ta red v uveljavljanju humanistične projekcije bistveno pomanjkljiv). Uporabljal je neposredni besednjak in realistično poetiko, ki sta jo razumela tako režim kot ljudstvo, zato je bila Fritzova poezija bolj »nevarna« kot pa večina sočasnega avantgardnega modernizma z zastrtim in polivalentnim jezikom. Oblast je bila zaradi njegove provokativnosti zelo nezaupljiva in mu je povzročala težave pri revijalnih objavah, zbirki Okruški sveta, ter pri uprizarjanju njegovih gledaliških iger.

## Delo
Piše poezijo, pesmi za otroke, satirično dramatiko, radijske igre, songe, librete, in prevaja različna dela tujih avtorjev.
Jezik njegove poezije je enopomensko umljiv, stvarno preprost in transparenten. Pesmi so kritične, ironične in satirične, humorne, duhovite, očitno je plastično označevanje pojavov intimnega in družbenega sveta. Za mladinska dela sta značilni duhovitost in igrivost.
V njegovih delih se pojavljajo tematike kot: ljubezen, smrt, minljivost, družbene krivice, položaj slovenstva, poetološki konflikti na pesniški sceni ... Značilna je dvojnost vitalističnih in depresivnih zatemnitev. Smrt in minljivost najdemo celo v ljubezenski poeziji. Minevanje daje tej ljubezni globlji smisel in jo iz čustveno-čutne sfere poantira kot radoživost, spolno svobodnjaštvo in artificialno kvantaštvo ter prevaja v najgloblje doživljanje bivanja.

### Vloga v literarnem obdobju
Pesmi je začel objavljati sredi šestdesetih let 20. stoletja. Takrat se je pod administrativno površino začela pluralizacija v kulturi in estetska diferenciacija. Poezijo je bistveno določal družbeni kontekst. Dogodki iz življenja mu oblikujejo socialno čustven pogled na svet.
Poetika kaže visoko stopnjo trmastega vztrajanja pri marksistično pojmovani zgodovini, socialnem humanizmu in slovenstvu. Ta uporniška progresignativnost je konstituivni element slovenske poezije, posebnost Fritzeve pa je v tem, da te vitalistično uporne drže ne podreja postopkom zunajrealističnih jezikovnih sublimacij.
Svoje poezije ne izraža v nobeni od reprezentativnih poetik druge polovice dvajsetega stoletja, ampak uporablja tradicionalno socialnorealistično pesništvo iz prve polovice. V šestdesetih in sedemdesetih je v slovenski modernistični poeziji prevladoval kritično parodičen odnos do vprašanja o narodu. Fritz pa je ostal na liniji narodotvorne in narodoborbene poezije Otona Župančiča, Alojza Gradnika, Mateja Bora, le da si je privoščil več humorja in satiričnosti. Oporo za svoj humanizem je videl v močnem literarnemu toku, v takratni Jugoslaviji imenovanem »nazorska in književna levica«. Fritz se ni strinjal s pesniškim modernizmom tistega časa. Pri tem sta mu stala ob strani Janez Menart in Matej Bor, večkrat pa ga je javno pohvalil tudi Josip Vidmar.

### Vzornik
Sam zase pravi, da pesnik Karel Destovnik Kajuh ni bil njegov edini vzornik, kljub temu pa se je poistovetil z njegovo življenjsko ambicijo, pisati revolucionarno poetiko, in jo poskušal nadaljevati.

### Zbirke pesmi
- Hvalnica življenja, Državna založba Slovenije, Ljubljana, 1967 (COBISS)
- Dan današnji, Državna založba Slovenije, Ljubljana, 1972 (COBISS)
- Okruški sveta, Cankarjeva založba, Ljubljana, 1978 (COBISS)
- Pesmi, Državna založba Slovenije, Ljubljana, 1980 (COBISS)
- Minevanje, Cankarjeva založba, Ljubljana, 1982 (COBISS)
- Dejansko stanje, podnaslov Pesmi in songi, Cankarjeva založba, Ljubljana, 1985 (COBISS)
- Slehernik, Državna založba Slovenije, Ljubljana, 1987 (COBISS)
- Črna skrinjica, Drava, Celovec, 1991 (COBISS)
- Pravzaprav pesmi, Kres, Ljubljana, 1995 (COBISS)
- Favn, podnaslov Pesmičice kosmatičice, Knjižna zadruga, Ljubljana, 1998 (COBISS)
- Tja čez, podnaslov Soneti, Knjižna zadruga, Ljubljana, 2002 (COBISS)
- Pesmi: Zgodnja, zrela in pozna trgatev: jagodni izbor, Društvo Knjižna zadruga, Ljubljana, 2002 (COBISS)
- Ogrlica iz rad, Mladinska knjiga, Ljubljana, 2005 (COBISS)
- Drugačen svet, Knjižna zadruga, Ljubljana, 2008 (COBISS)
- Dolgi pohod, Mladinska knjiga, Ljubljana, 2010 (COBISS)
- Žitja, Modrijan, Ljubljana  2012 (ilustracije Jože Ciuha)
- Savinjčanke: pesmi v savinjski govorici, Društvo Knjižna zadruga, Ljubljana, 2019
- Drobižki, 2023
- Obrazec za lažje slovo (k pesnikovi 85-letnici), 2025

### Zbirke pesmi za otroke
- Dimnikar je črn grof, Univerzum, Ljubljana, 1984 (COBISS)
- Svet v naprstniku, Državna založba Slovenije, Ljubljana, 1992 (COBISS)
- Mavrica Mavra, Mladinska Knjiga, Ljubljana, 1993 (COBISS)
- Števila, Kres, Ljubljana, 1993 (COBISS)
- Nasprotja, Kres, Ljubljana, 1993 (COBISS)
- Moj dan, Kres, Ljubljana, 1993 (COBISS)
- Barve, Kres, Ljubljana, 1994 (COBISS)
- Liki, Kres, Ljubljana, 1994 (COBISS)
- Vrane, Mladinska knjiga, Ljubljana, 2007 (COBISS)

### Proza za otroke
- Devet zgodb in deseta desetnica, Obzorja, Maribor, 1996 (COBISS)(COBISS)

### Dramske igre
- Farse, Državna založba Slovenije, Ljubljana, 1973 (COBISS)
- Mirakel o sveti Neži, Državna založba Slovenije, Ljubljana, 1977 (COBISS)
- Kralj Malhus, Dramska knjižnica ZKO,  Celje, 1988 (COBISS)
- Lipicanija, Knjižna zadruga, Ljubljana, 2000 (COBISS)
- Rdeči kotiček, Knjižna zadruga, Ljubljana, 2009 (COBISS)
- Srčevje svetega Andreja, Knjižna zadruga, Ljubljana, 2009 (COBISS)
- Krpanova kobila, libreto za opero, Knjižna zadruga, Ljubljana, 2010 (COBISS)
- Slovenska kura: Mala briljantna komedija s petjem in nacionalno katastrofo, 2019

### Radijske igre
- Komisija za samomore (1984) (COBISS)
- Stoli (1984) (COBISS)
- Kralj Malhus (1986) (COBISS)
- Karantena (1988) (COBISS)
- Ta veseli dan ali Cefizelj se ženi (1990) (COBISS)
- Zmaj v Postojnski jami (1990) (COBISS)
- Mirakel o sveti Neži (1991) (COBISS)
- Krompir ali Kregarca in ljudska oblast (1993) (COBISS)

### Radijske igre za otroke
- Zajček Peter (1985) (COBISS)
- Sin polka (1986) (COBISS)
- Grofič prašič (1991) (COBISS)
- Gorski škrat (1991) (COBISS)
- Črna baba in povodni mož (1991) (COBISS)
- Modra Barbica (1992) (COBISS)
- Legenda o Jezusu in svetem Petru (1992) (COBISS)
- Papagaj kralja Matjaža (1994)
- Sreča in nesreča: igrice (Pesje; Sreča in nesreča; Gozdni mož; Pavliha ali Človek, ne jezi se; Čudežna kura; Ta veseli dan ali Cefizelj se ženi; Krpanova kobila) (ilustracije: Marjan Manček), Knjižna zadruga, Ljubljana, 2010 (COBISS)

### Prevodi
- Bertolt Brecht: Pesmi (Založba Drava, 1991,) (COBISS)
- Bertolt Brecht: Opera za tri groše (Založba MK, 1993) (COBISS)
- Wilhelm Busch: Max und Moritz - Jošt in Jaka (Kres, 1991) (COBISS)
- Bertold Brecht: Življenje Galilea (dramska igra, uprizorjena v MGL leta 1998, ni pa izšla v knjižni obliki)

### Ostala dela
- TV igra Komisija za samomore (1969)
- soavtor TV muzikala Soseda (1969)

### Antologije
- Velika radost: vse zbirke, Društvo Knjižna zadruga, Ljubljana, 2017
- Vzhičeno: lirika: trgatev 1960-2020: jagodni izbor, 2021
- Ogrlica iz rad: izbrane pesmi (Založba MK, 2005, glej spremno besedo Petera Kolška: Rad živim, str. 261-303)
- Odgovornost poezije (eseji, članki, polemike, intervjuji in epigrami iz avtorjevega več kot petdesetletnega ustvarjanja; Knjižna zadruga, 2014) (COBISS)

## Nagrade
- 1979 Nagrada Prešernovega sklada
- 1993 Savinova nagrada s plaketo
- 1995 Ježkova nagrada
- 2006 Veronikina nagrada za izbrane pesmi iz zbirke Ogrlica iz rad
- 2008 nagrada Večernica za zbirko pesmi Vrane
- 2019 Zlatnik poezije